# Nirvana (film)
Pour les articles homonymes, voir Nirvana.
 (octobre 2019).
Si vous disposez d'ouvrages ou d'articles de référence ou si vous connaissez des sites web de qualité traitant du thème abordé ici, merci de compléter l'article en donnant les références utiles à sa vérifiabilité et en les liant à la section « Notes et références ».
Pour plus de détails, voir Fiche technique et Distribution.
Nirvana est un film italien de science-fiction cyberpunk, réalisé par Gabriele Salvatores, sorti en Italie en 1997.

## Synopsis
Un an après le départ de sa femme Lisa, Jimi Dini, concepteur de jeux vidéo, déprime toujours. Trois jours avant que ne soit mis sur le marché son dernier jeu, Nirvana, il découvre que son héros, Solo, a acquis une conscience propre. Tourmenté, il entreprend d'effacer son jeu dans la base de données de sa société, Okasama Starr. Commence alors pour lui un voyage initiatique, où il trouvera peut être enfin un sens à sa vie.

## Fiche technique
- Titre : Nirvana
- Réalisation : Gabriele Salvatores
- Scénario : Pino Cacucci, Gloria Corica, Gabriele Salvatores
- Musique : Federico De Robertis, Mauro Pagani
- Production : Rita Cecchi Gori, Vittorio Cecchi Gori, Maurizio Totti
- Distributeur :  Italie Cecchi Gori Group,  France Metropolitan Filmexport et Davis Films
- Pays :  Italie et  France
- Genre : action, drame, science-fiction et thriller
- Durée : 113 minutes
- Dates de sortie :   
  - Italie : 24 janvier 1997
  - France : 28 mai 1997

## Distribution
- Christophe Lambert (VF : lui-même) : Jimi Dini
- Diego Abatantuono (VF : Daniel Beretta) : Solo
- Sergio Rubini : Joystick
- Stefania Rocca : Naima
- Emmanuelle Seigner (VF : elle-même): Lisa
- Amanda Sandrelli : Maria
- Claudio Bisio : Corbeau Rouge
- Gigio Alberti : Dr. Rauschenberg
- Antonio Catania : Vendeur de paranoïa
- Ugo Conti : Touriste Sicilien
- Leonardo Gajo : Gaz-Gaz
- Silvio Orlando : Employé de comptoir indien
- Paolo Rossi : Joker
- Bebo Storti : Homme méditant
- Riccardo Zinna :

## Distinctions
- Vainqueur du Prix David di Donatello : Meilleur Montage (1997)
- Vainqueur du Prix David di Donatello : Meilleur Son (1997)
- nommé à Fantasporto : Meilleur film (1997)
- Sélection officielle au Festival de Cannes en 1997 (hors compétition)